# Hincksia
Genre
Hincksia est un genre d'algues brunes de la famille des Acinetosporaceae.

## Liste d'espèces
Selon AlgaeBase (31 oct. 2012) et World Register of Marine Species (31 oct. 2012) :
- Hincksia alvearia Kraft, 2009
- Hincksia andamanensis (V.Krishnamurthy & Baluswami) P.C.Silva, 1987
- Hincksia bhimlipatnamensis (V.Krishnamurthy & Baluswami) P.C.Silva, 1987
- Hincksia bryantii (Setchell & N.L.Gardner) J.N.Norris, 2001
- Hincksia clavata (V.Krishnamurthy & Baluswami) P.C.Silva, 1987
- Hincksia conifera (Børgesen) I.A.Abbott, 1989
- Hincksia dalmatica (Ercegovic) Cormaci & G.Furnari, 1992
- Hincksia fenestrata (Berkeley ex Harvey) P.C.Silva, 1987
- Hincksia fuscata (Zanardini) P.C.Silva, 1987
- Hincksia geniculata (Ercegovic) Cormaci & G.Furnari, 1992
- Hincksia ghardaqaensis (Nasr) P.C.Silva, 1987
- Hincksia granulosa (Smith) P.C.Silva, 1987
- Hincksia hauckii (Ercegovic) Cormaci & G.Furnari, 1992
- Hincksia hincksiae (Harvey) P.C.Silva, 1987 (espèce type)
- Hincksia misrae Krisnamurthy & Baluswami, 2010
- Hincksia onslowensis (Amsler & Kapraun) P.C.Silva, 1987
- Hincksia ovata (Kjellman) P.C.Silva, 1987
- Hincksia prolifera (V.Krishnamurthy & Baluswami) P.C.Silva, 1987
- Hincksia propagulifera Kraft, 2009
- Hincksia sandriana (Zanardini) P.C.Silva, 1987
- Hincksia saundersii (Setchell & N.L.Gardner) P.C.Silva, 1987
- Hincksia secunda (Kützing) P.C.Silva, 1987
- Hincksia sordida (Harvey) P.C.Silva, 1987
- Hincksia terminalis (V.Krishnamurthy & Baluswami) P.C.Silva, 1987
- Hincksia thyrsoidea (Børgesen) P.C.Silva, 1987
- Hincksia vanbosseae (Setchel & N.L.Gardner) Skelton & G.R.South, 2007

Selon Catalogue of Life (31 oct. 2012) :
- Hincksia andamanensis
- Hincksia bhimlipatnamensis
- Hincksia clavata
- Hincksia dalmatica
- Hincksia fenestrata
- Hincksia fuscata
- Hincksia geniculata
- Hincksia granulosa
- Hincksia hauckii
- Hincksia hincksiae
- Hincksia mitchelliae
- Hincksia onslowensis
- Hincksia ovata
- Hincksia prolifera
- Hincksia rallsiae
- Hincksia sandriana
- Hincksia saundersii
- Hincksia secunda
- Hincksia sordida
- Hincksia terminalis
- Hincksia thyrsoidea

Selon NCBI (31 oct. 2012) :
- Hincksia granulosa
- Hincksia hincksiae
- Hincksia mitchelliae